# Posąg św. Jana Nepomucena w Kłodzku
Posąg św. Jana Nepomucena w Kłodzku – pochodząca z około 1720 roku barokowa rzeźba, położona na pl. Kościelnym w Kłodzku.

## Historia
Posąg św. Jana Nepomucena jest umiejscowiony naprzeciw głównego (zachodniego) portalu kolegiaty Wniebowzięcia Najświętszej Maryi Panny. Figura pochodzi z czasu generalnego remontu świątyni, przeprowadzonego przez jezuitów około 1720 roku.
Decyzją wojewódzkiego konserwatora zabytków z 11 października 2004 roku posąg został wpisany do rejestru zabytków ruchomych.

## Architektura
Posąg stoi na wysokim postumencie, wewnątrz kwadratowej balustrady tralkowej.
Statua świętego w szatach liturgicznych o nieco manierycznie rzeźbionych fałdach jest zwieńczona glorią o pięciu gwiazdach. Figura spoczywa na lekko baniastym postumencie, którego frontowe pole wkomponowano herb fundatora i napis: „MAX. L.B. MITROWSKI D. MITROWICZ. S. Caes. R. Mag. Cam. Capitaneus COM. GLATZ” „Maksymilian wolny baron Mitrowski z Mitrowic, świętego cesarstwa królewskiego wielki szambelan, starosta hrabstwa kłodzkiego”).  Na narożnikach kwadratowego oporęczowania o prostych formach stoją gładkie kandelabrowe słupy – postumenty. Każdy dźwiga jednego aniołka z lampą w kształcie gwiazdy w rączce. Maksymilian Mitrowski, dowódca twierdzy Kłodzko w 1721 kupił pałac w Ołdrzychowicach Kłodzkich od Marii von Liechtenstein, która pochodziła z Krosnowic, żony Franza von Waldsteina. Na prawym słupie bramy do pałacu znajduje się herb barona.

## Galeria

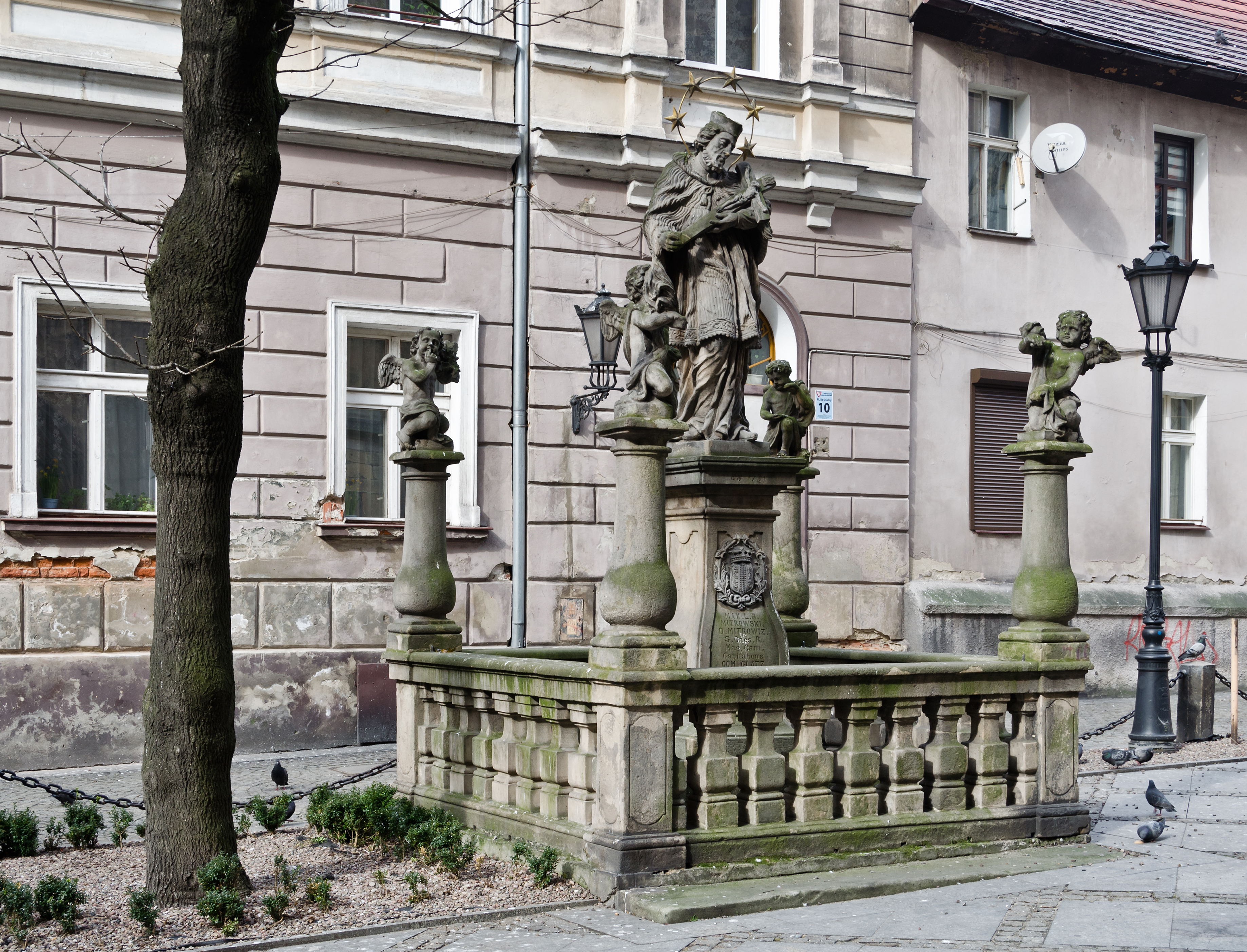
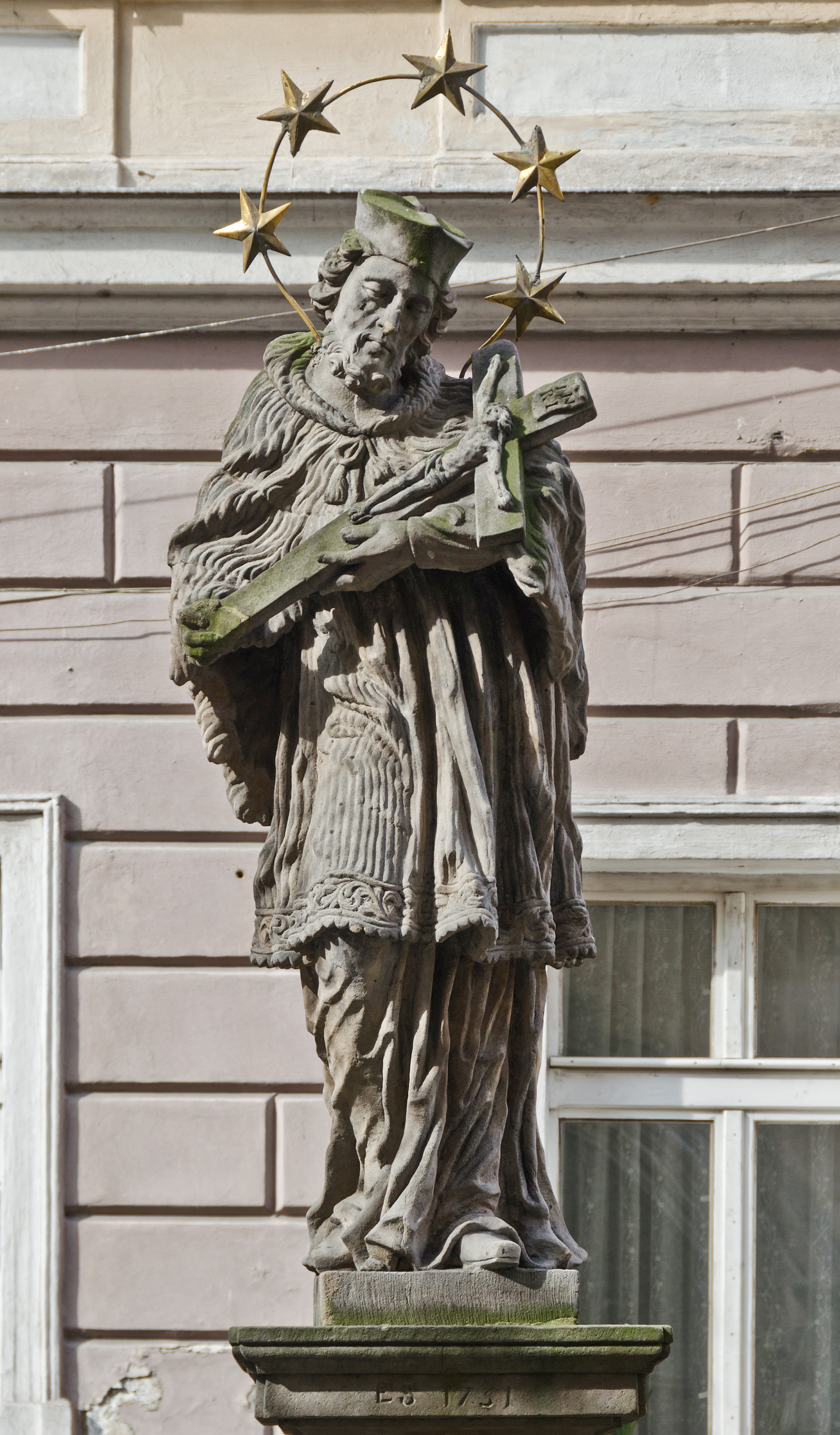
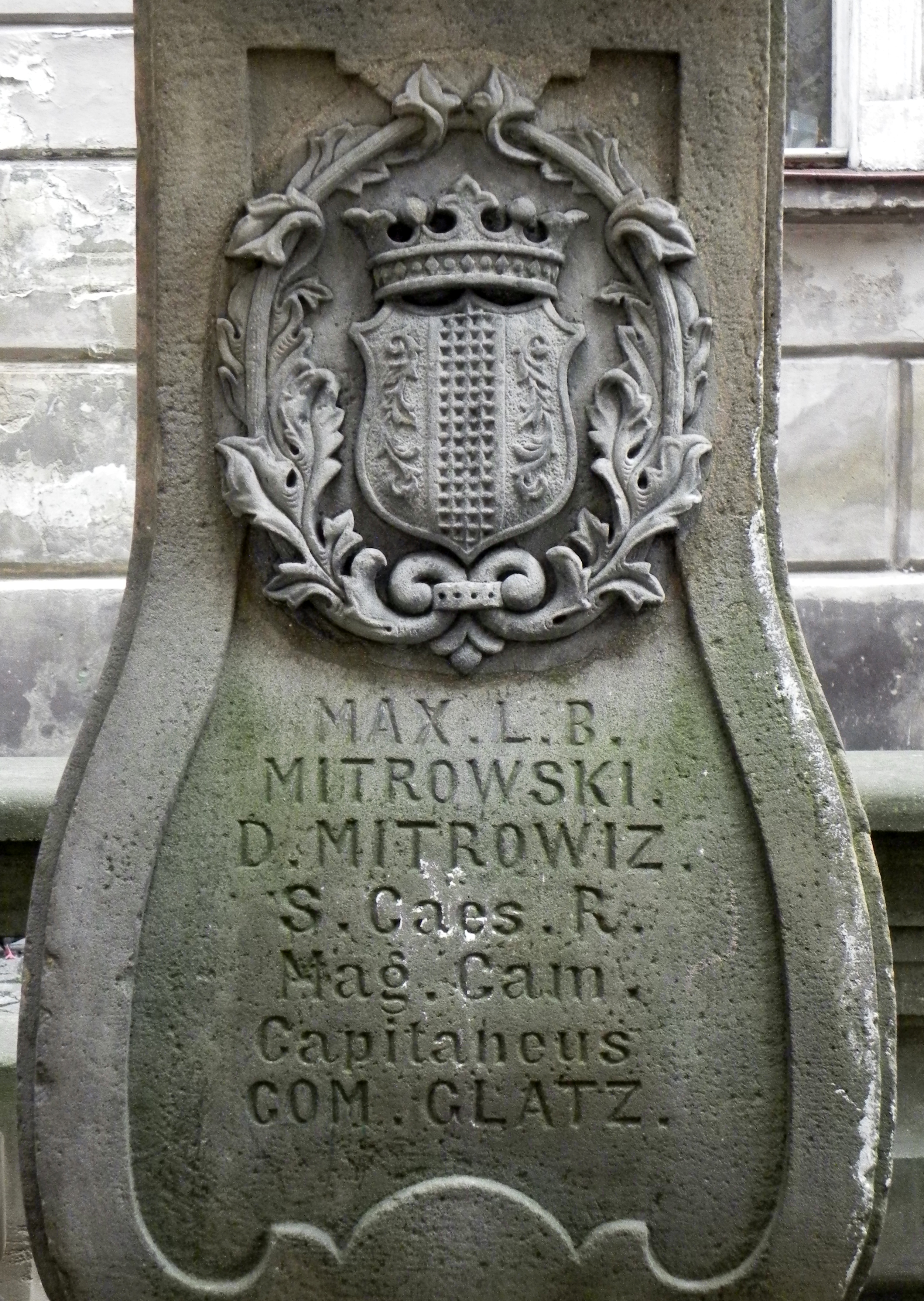
Cokół z inskrypcją
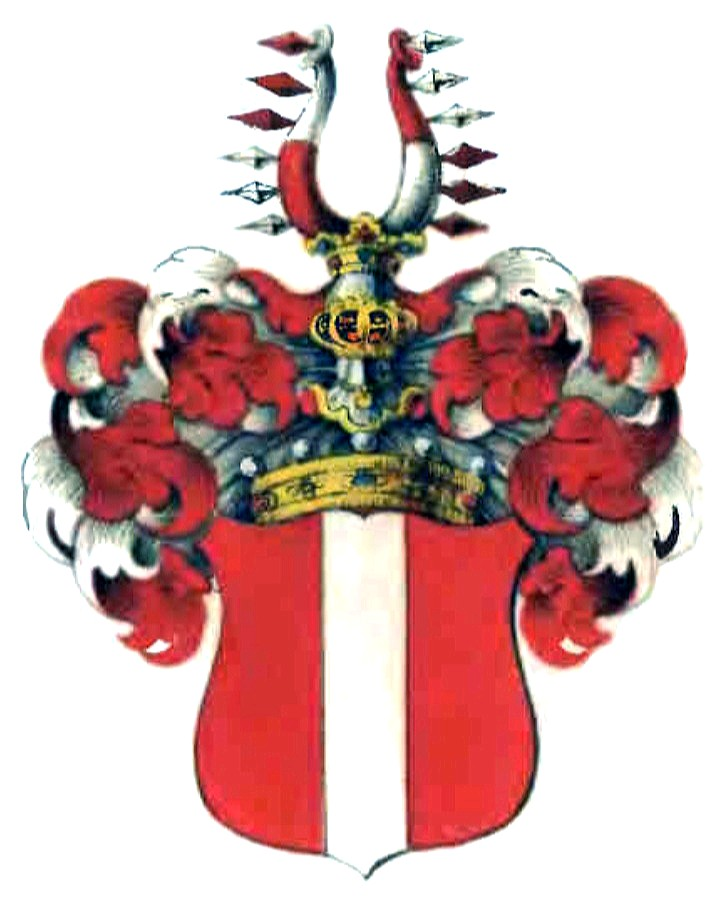
Herb Mitrowsky na cokole
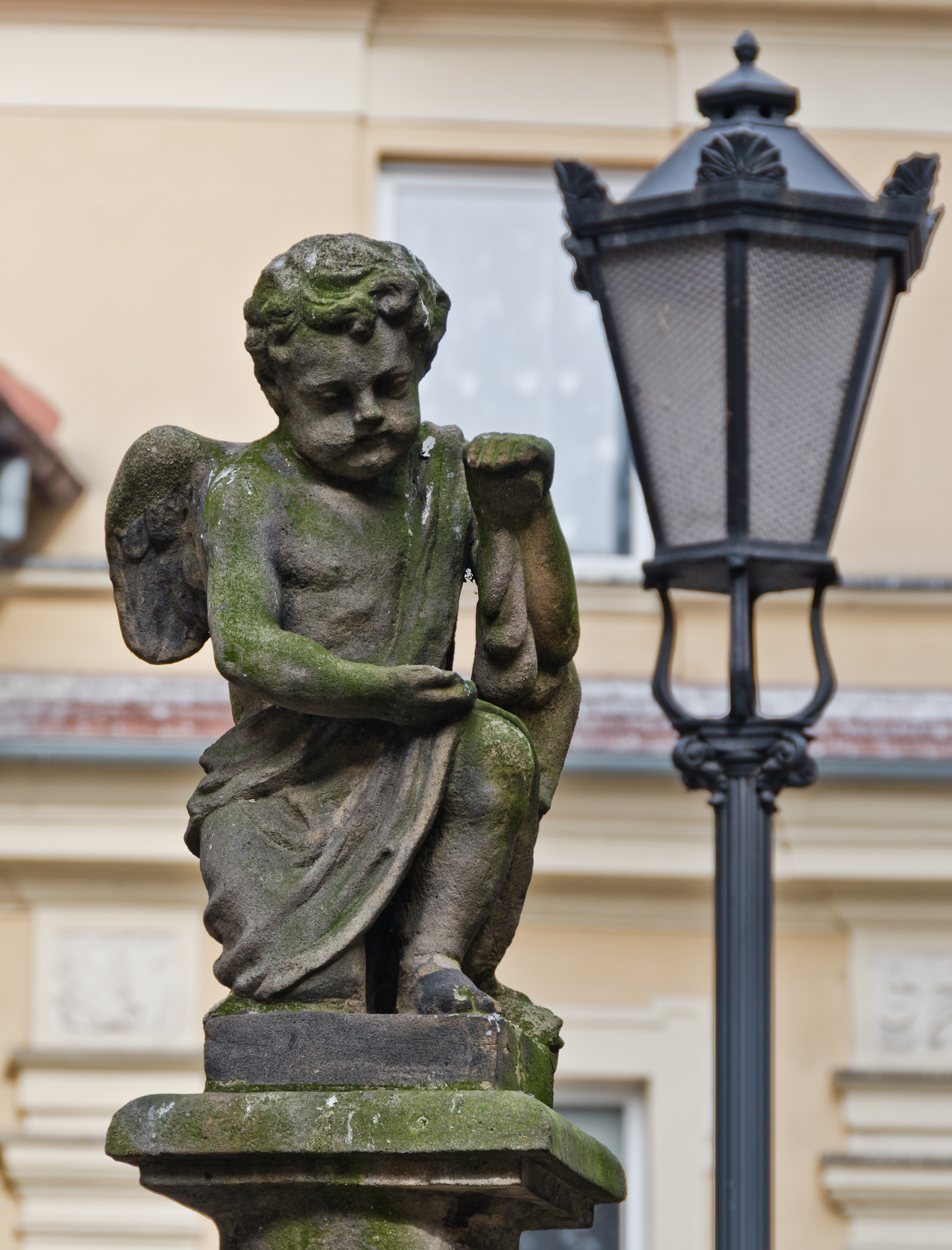
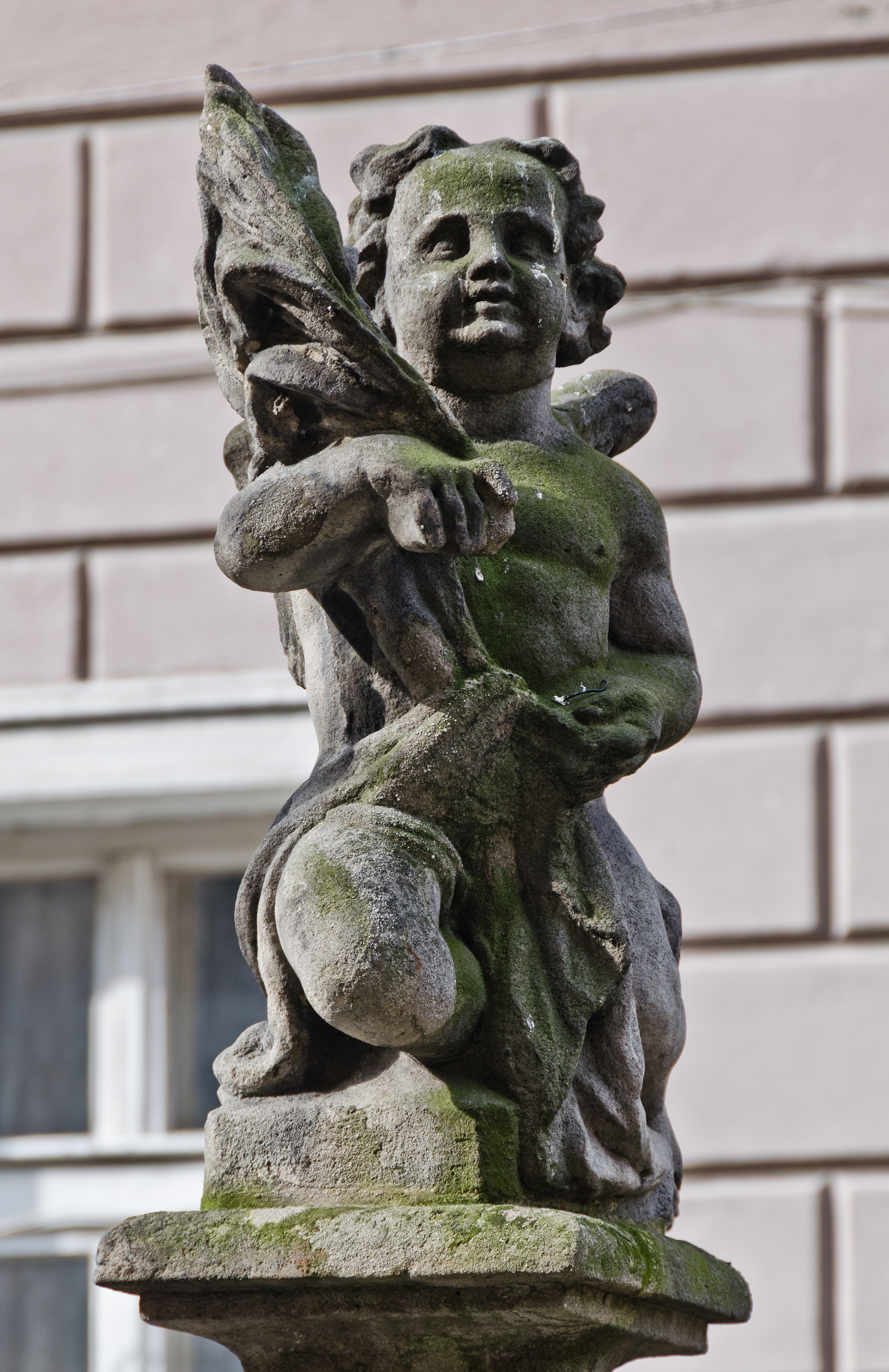
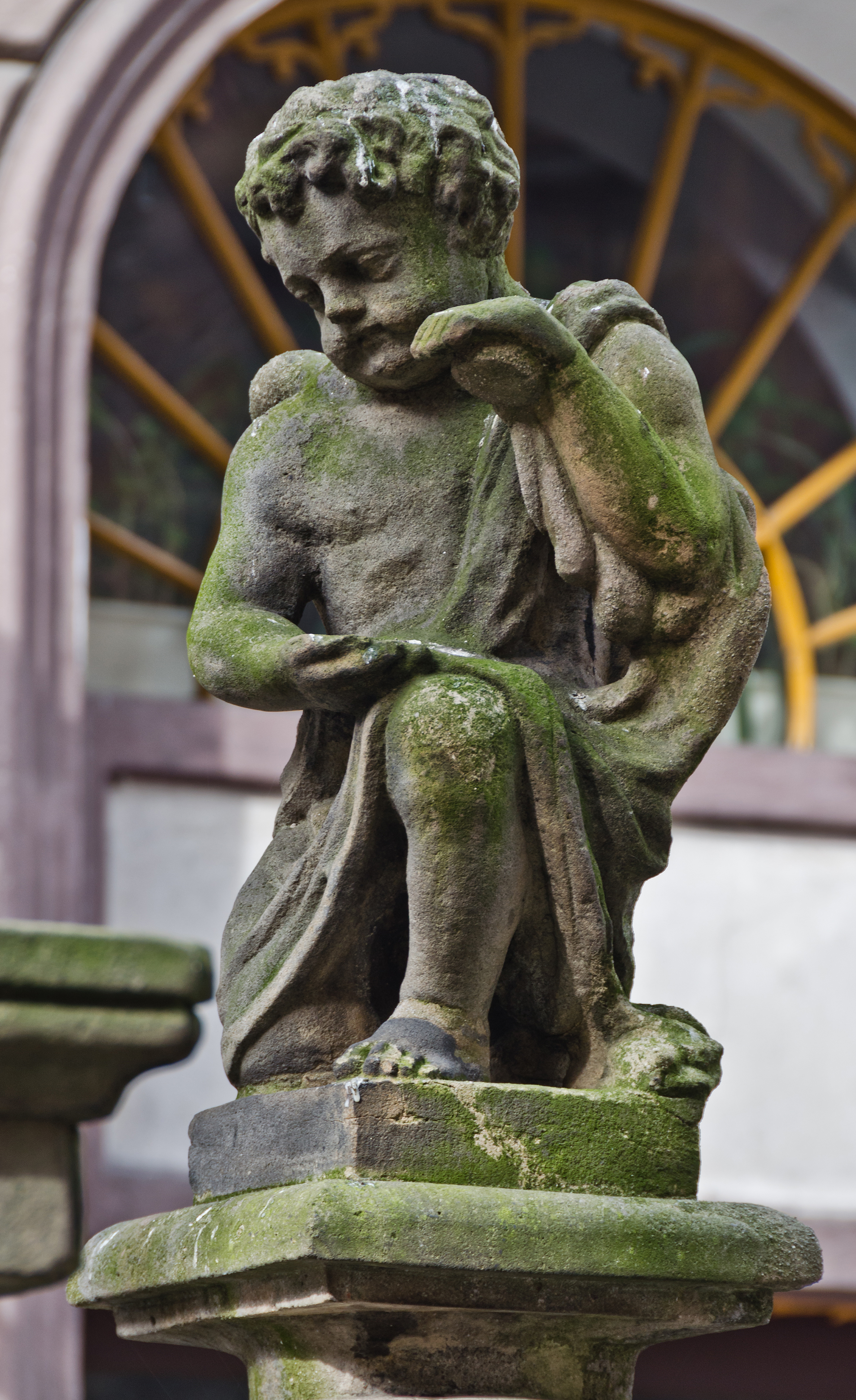
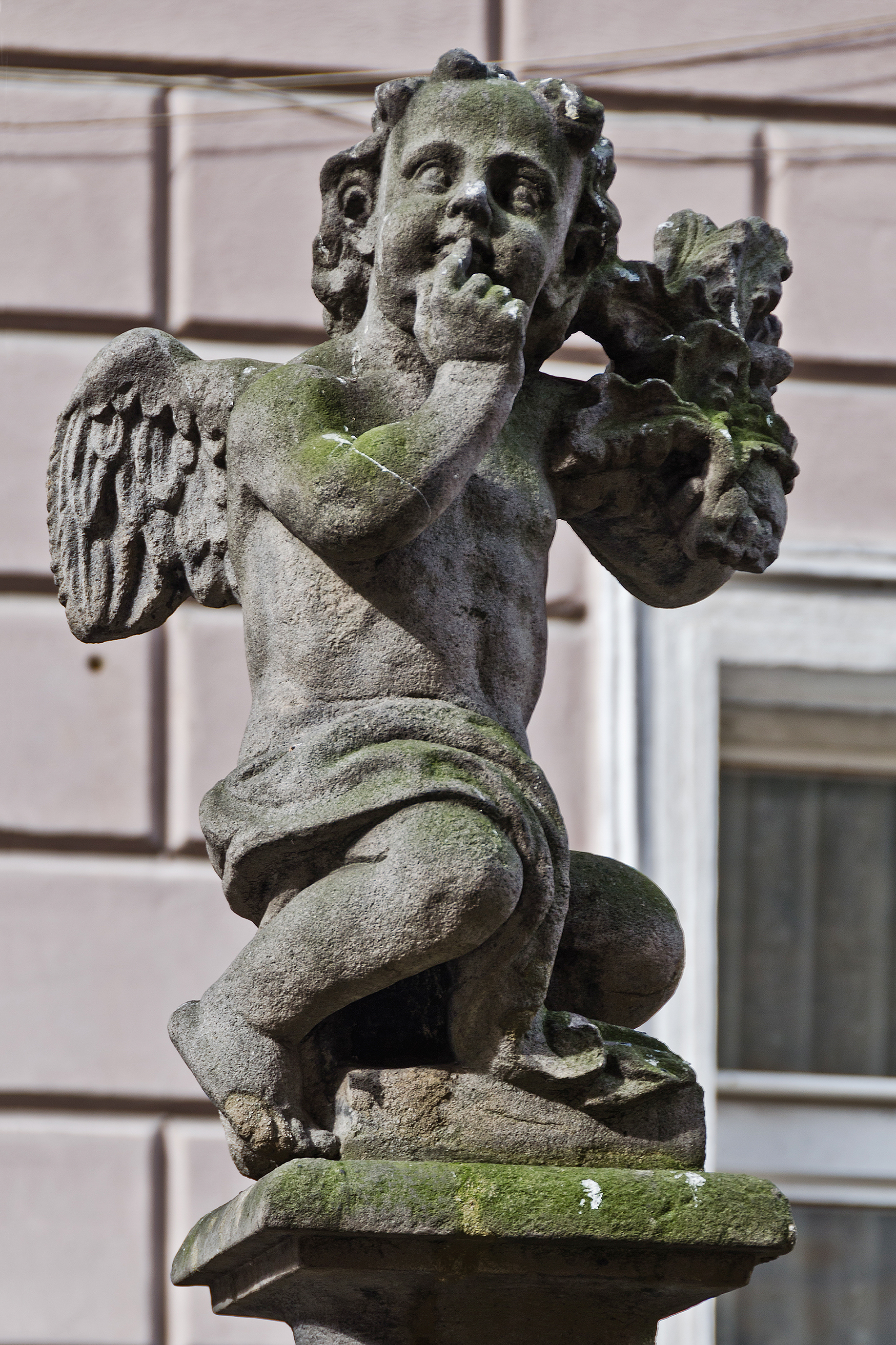